# Blasenruptur
Als Blasenruptur oder Harnblasenruptur wird ein Riss der Harnblasenwand bezeichnet. Dieser ist in der Regel Folge einer äußeren Gewalteinwirkung, wobei eine volle Blase schneller als eine leere Blase rupturiert. Der Blaseninhalt entleert sich dabei intraperitoneal (in die Bauchhöhle) oder extraperitoneal – in der Regel in das umliegende Gewebe.
Ein Blasensprung ist demgegenüber die Öffnung der Fruchtblase – als „spontaner Blasensprung“ ein Zeichen der beginnenden Geburt.

## Pathogenese
Harnblasenrupturen können durch stumpfe und durch scharfe Verletzungen verursacht sein und sowohl im intra- als auch im extraperitonealen Abschnitt der Harnblase auftreten. Zu intraperitonealen Blasenrupturen kommt es zum Beispiel aufgrund einer Lenkradimpression bei Verkehrsunfällen, zu extraperitonealen Rupturen durch Knochensplitter als Resultat von Beckenbrüchen. Eine Rarität sind Blasenrupturen aufgrund infizierter Urachuszysten.
Nach Entbindung durch Kaiserschnitt kann es in 0,1–5 % der Fälle zu einer Blasenruptur kommen.
Durch das Austreten von Urin aus der Blase kommt es zur Ansammlung von Flüssigkeit in der Bauchhöhle (Aszites). Aus dem Urin, der in die Bauchhöhle ausgetreten ist, werden die harnpflichtigen Substanzen wieder in den Blutkreislauf aufgenommen (rückresorbiert). Dies wird als „Pseudo-Nierenversagen“ bezeichnet, weil Kreatinin und Harnstoff im Blut ansteigen, obwohl die Funktion der Nieren nicht beeinträchtigt ist.

## Symptome
Symptome sind Unterbauchschmerzen, blutiger Urin (Makrohämaturie), nicht zu unterdrückender (imperativer) Harndrang, erschwertes Wasserlassen (Dysurie) oder Harnverhaltung.

## Diagnostik
Ist die Kreatinin-Konzentration im Aszites höher als die Kreatininkonzentration im Blut, weist dies auf ein intraperitoneales Urinleck hin, ist aber nicht beweisend. Zur Sicherung der Diagnose wird die Blase mit Röntgenkontrastmittel gefüllt und eine Röntgenaufnahme (möglichst eine Computertomographie) des Abdomens angefertigt. Beweisend ist der Übertritt von Kontrastmittel aus der Blase in die Bauchhöhle.

## Therapie
Kleinere Urinlecks können konservativ durch Entlastung der Blase mittels Blasenkatheter behandelt werden. Größere Blasenlecks müssen chirurgisch versorgt werden.

## Komplikationen
Komplikationen der Blasenruptur sind Bauchfellentzündung (Peritonitis) und Blutvergiftung (Urosepsis).